# Sarnowski (herb szlachecki)
Sarnowski (Helden-Sarnowski, Korzbok odmienny) – kaszubski herb szlachecki, według Przemysława Pragerta odmiana herbu Korzbok.

## Opis herbu
Opis z wykorzystaniem zasad blazonowania, zaproponowanych przez Alfreda Znamierowskiego:
W polu błękitnym trzy karpie srebrne w słup, z czego drugi w lewo. Klejnot: nad hełmem bez korony trzy pióra strusie, srebrne między błękitnymi. Labry błękitne, podbite srebrem.

## Najwcześniejsze wzmianki
Herb wzmiankowany m.in. przez Nowego Siebmachera (jako Helden-Sarnowski), Ledebura (Adelslexikon der preussichen Monarchie von..., jako Helden-Sarnowski), Żernickiego (Der polnische Adel, jako Sarnowski).

## Rodzina Sarnowskich
Rodzina wywodząca się z Kaszub, rozsiedlona na Pomorzu i w Prusach Wschodnich, błędnie wywodzona od wygasłej rodziny Heldenów z Brunszwiku. Nazwisko jej pochodzi od wsi Sarnowy. Być może wywodzi się ona od rodzin o nazwisku Kulicki i Rieder, które zostały odnotowane we wsi w 1570 (Zygmunt Rieder, Jan Kulicki), a następnie przyjęły nazwiska odmiejscowe. Pierwsza wzmianka o członku rodu noszącym nazwisko Sarnowski pochodzi z roku 1580, następne o tym samym z lat 1584 i 1585 (Zygmunt Sarnowski, być może tożsamy z Zygmuntem Riederem). Kolejne wzmianki o członkach rodu pochodzą z lat 1605 (Jan Sarnowski zwany Rycerzem, Grzegorz Sarnowski alias Łyśniewski). 1604, 1607, 1610 (Jan Rycerz Sarnowski), 1608 (Grzegorz Sarnowski alias Łyśniewski). Przydomek Rycerz miał zostać utożsamiony ze słowem bohater (niem. Held) i tak powstał przydomek Sarnowskich – Helden. Rodzinę notowano także z przydomkami: Brant (pan Brant Sarnowski, 1610, 1611, Branth Sarnowsky, 1616), Kukiełka (Gregorius Sarnowski alias Kukiełka), Marzyjan (Piotr Marzyjan Sarnowski). W roku 1644 Bernard Sarnowski uwolnił swojego poddanego Michała (Macha) Małka, co zapisano w księdze sądowej w Kościerzynie. Miejscowość gniazdową utracili Sarnowscy w XVIII wieku. Jeszcze w 1648 dziedziczyli tam Aleksander i Michał Sarnowski. Cząstkę mieli także w 1682. W XVIII wieku notowano Sarnowskich już tylko poza Sarnowem, we wsiach: Podlesie Małe, Borek, Tuchlino, Niepczołowice. W wieku XVIII wzmiankowano członków rodu w latach: 1733 (Maciej Sarnowski, poseł głosujący na Leszczyńskiego, Łukasz i Stanisław Sarnowscy, popierający Augusta III). W wieku XIX Helden-Sarnowscy mieszkali też w okręgu Królewieckim. Sarnowscy służyli także w armii pruskiej.

## Herbowni
Sarnowski (Sarnowsky, Szarnowski) także z przydomkiem Helden, Brant (Branth), Kukiełka, Marzyjan.
Teodor Sarnowski, składając przysięgę lenną królowi pruskiemu w 1772 wymieniony został z herbem Korzbok. Według Ledebura, Sarnowscy bez przydomka używali przynajmniej od XVIII wieku Jastrzębca. Pragert jednak mocno powątpiewa w tę informację.